# جير هيجارتي
جير هيجارتي (بالإنجليزية: Ger Hegarty)‏ هو لاعب قذف أيرلندي، ولد في 1966 في ليمريك في جمهورية أيرلندا.